# Symfonie nr. 6 (Sallinen)
Aulis Sallinen componeerde zijn Symfonie nr. 6 "From a New Zealand Diary" gedurende 1989 en 1990.

## Geschiedenis
De muziek is geïnspireerd op een verblijf van de componist in Nieuw-Zeeland begin 1989. Sallinen kreeg een opdracht voor het componeren van een werk van het New Zealand Symphony Orchestra, waarschijnlijk door bemiddeling van dirigent James dePreist. Deze was namelijk eerder dirigent van het Malmö Symfoniorkester en later van de opdrachtgever. De première werd gegeven in Napier in Nieuw-Zeeland door het genoemde symfonieorkest onder leiding van de Fin Okko Kamu. Opvallend is dat de enige opname van dit werk voor lange tijd gemaakt is door Okko Kamu met het Malmö Symfonieorkester, toen dePreist daar chef-dirigent was.

## Muziek
De muziek is een muzikale interpretatie van de ervaringen die Sallinen tijdens zijn verblijf op deed. Een terugkerende zaak in deze symfonie is de regen.
De symfonie kent de klassieke vierdelige opzet, dit keer niet uitgedrukt in tempi maar met titels:
1. The Island of the Sounds. The Sounds of the Islands
2. (attaca) Air...Rain
3. Keyburn Diggings
4. (attaca) Simply by sailing in a new directions, You could enlarge the world.

Deel 1 van de symfonie begint met klokgelui, een open sfeer treedt tegemoet, maar tegelijk dreigend. Het deel bestaat voornamelijk uit een "kabbelende zee", eb en vloed wisselen elkaar af. Naar het einde toe neemt de dreiging toe doordat het koper flink tekeer gaat, tegenover fragiele geluiden van celesta en harp. Deel 2 kan gezien worden als het scherzo. Het is voor Sallinens doen helder geschreven met een zeer dunne instrumentatie. Het geheel wordt piano gespeeld met rollen voor instrumenten als marimba, triangel en xylofoon (met de strijkstok tot klank gebracht). Na verloop van tijd komt vanuit de lucht (air) de regen aanzetten, weergegeven door tempelblokken.
Deel 3 is de weergave van een van de inmiddels verlaten goudkoortsmijnen in Nieuw-Zeeland: Kyeburn Diggings. Het deel begint met een vrij lange solo voor de althobo; dat is opmerkelijk aangezien Sallinen tot dan toen nog niet voor het muziekinstrument had geschreven. De althobo wordt begeleid door pianissimo geroffel op de grote trom, hetgeen het gevoel van eenzaamheid vergroot. In het deel zit ook de voor Sallinen typische wals als herinnering aan vervlogen tijden. Ook volksmuziek en marsmuziek duiken op, maar alles wordt verzwolgen door de zachte chromatische clusters van de strijkinstrumenten, een spookachtig beeld (een ander Sallinentrekje). De regen komt terug en leidt naar deel 4, waarboven in de partituur het citaat staat van een gedicht van Allen Curnow. Het citaat blijkt eenvoudiger dan het uitvoeren daarvan, blijkt uit de muziek. Het begint met een zeventien maten durende solo in de paukenpartij, die langzaam afgebroken wordt door een dalende drieklank in het koper. De dreiging van deel 1 komt weer boven en ook de onophoudelijke regen is aanwezig. Uiteindelijk overwint de ontdekkingsreiziger alles. Het slot van het werk wordt gevormd door diezelfde pauken en twee contrabassen, die langzaam wegsterven, maar ook hier is het onzekerheid troef.

## Orkestratie
- 3 dwarsfluiten waarvan ook twee piccolos, 3 hobo’s waaronder 1 althobo; 3 klarinetten waaronder 2 basklarinetten, 3 fagotten waaronder een contrafagot;
- 4 hoorns, 3 trompetten, 3 trombones, 1 tuba
- pauken en 1 man percussie; celesta en harp
- violen, altviolen, celli en contrabassen.

## Discografie
- Uitgave BIS Records: Malmö Symfonieorkest o.l.v. Okko Kamu (opname november 1990)
- Uitgave CPO: Norrköpings Symfoniorkester o.l.v. Ari Rasilainen volgt in september 2009

## Bron
- de compact disc
- FIMIC voor première en instrumentatie